# Gunnar Fischer
Gunnar Fischer (ur. 18 listopada 1910 w Ljungby, zm. 11 czerwca 2011 w Sztokholmie) – szwedzki operator filmowy. 
W latach 40. i 50. stale współpracował z reżyserem Ingmarem Bergmanem. Wspólnie stworzyli takie dzieła, jak m.in. Pragnienie (1949), Letni sen (1951), Wakacje z Moniką (1953), Uśmiech nocy (1955), Siódma pieczęć (1957), Tam, gdzie rosną poziomki (1957), Twarz (1958) czy Oko diabła (1960). 
Za Tam, gdzie rosną poziomki Fischer zdobył nagrodę za najlepsze zdjęcia na MFF w Mar del Plata w 1959. Był laureatem Honorowego Złotego Żuka, przyznanego mu w 2002 przez Szwedzki Instytut Filmowy za całokształt twórczości artystycznej i wkład w rozwój szwedzkiej kinematografii.